# Józef Mencel
Józef Mencel (ur. 1871, zm. 28 grudnia 1955) – polski duchowny rzymskokatolicki.

## Życiorys
Święcenia kapłańskie przyjął w 1899 jako kapłan archidiecezji wrocławskiej. Był kuratusem, a od 1908 proboszczem utworzonej wówczas Najświętszego Serca Pana Jezusa w Chudobie (jego następcą był bratanek, ks. Antoni Mencel). Był także dziekanem oleskim. Zmarł w 1955.

## Odznaczenia i ordery
- Krzyż Kawalerski Orderu Odrodzenia Polski (22 lipca 1952)[5]